# Grande Rivière Sud-Est (rivier)
Grande Rivière Sud-Est, ook bekend als Grand River South East, is een rivier op het eiland Mauritius. Met een lengte van 27,67 km is het de langste rivier van Mauritius. De rivier ontspringt op de oostelijke flanken van de Butte Chaumont (570 meter) in het midden van het eiland, stroomt in oostelijke richting door de districten Moka en Flacq en mondt uit in een estuarium dat uitkomt in de Indische Oceaan bij het gelijknamige dorp Grande Rivière Sud-Est.  De laatste kilometers —vanaf de Pavé Citron-brug bij het dorpje Belle Rive— wordt de loop van de rivier onderbroken door een reeks watervallen, waarvan de laatste vanaf het estuarium per boot bereikt kan worden.
De bovenloop van de rivier wordt onderbroken door de Midlandsdam en de Diamamouvedam. Het Midlandsreservoir is met een capaciteit van 25,50 Mm3 het op een na grootste waterreservoir van het eiland en wordt gebruikt voor drinkwatervoorziening en irrigatie. Het Cascade Diamamouvereservoir heeft een capaciteit van 4,30 Mm3 en wordt gebruikt voor de aandrijving van een waterkrachtcentrale van 30 MW.

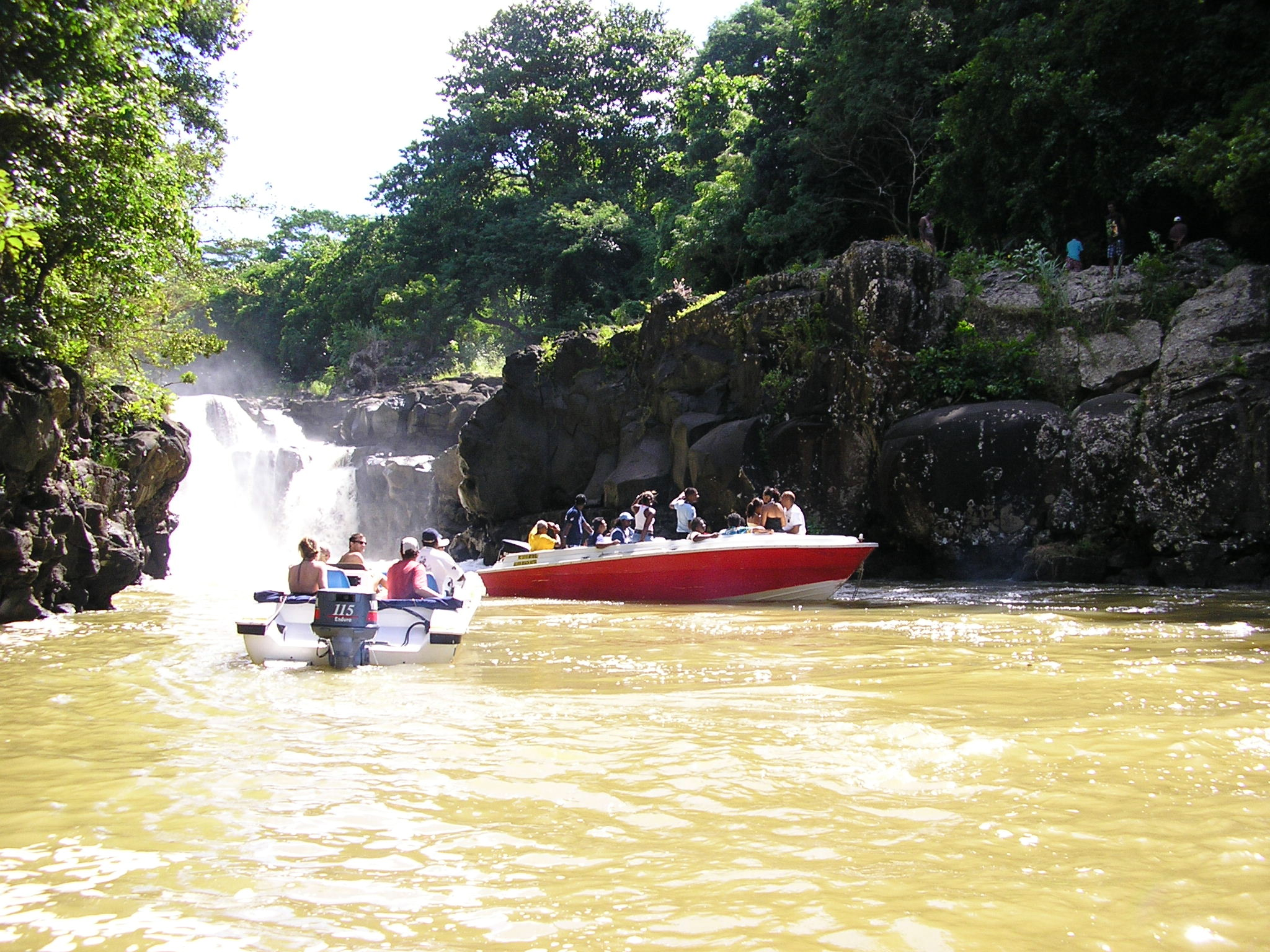
Waterval in Grande Rivière Sud-Est